# Staurophlebia auca
Staurophlebia auca là loài chuồn chuồn trong họ Aeshnidae. Loài này được Kennedy mô tả khoa học đầu tiên năm 1937.